# Revista Setecientosmonos
Setecientosmonos fue una revista literaria argentina fundada en Rosario en 1964 por Juan Martini y Carlos Schork, a quien se agregaría luego Nicolás Rosa. 
Nacida del interés por difundir sus escritos que reúne a un grupo de amigos del barrio e integrada por Juan Martini, Carlos Schork, Omar Pérez Cantón y Rubén Radeff, el primer número se publicó en mayo de 1964. El perfil de la revista (que incluía cuentos, poemas y algunas críticas) se definió en los primeros dos números, pero fue a partir del tercero que la publicación se consolidó. Este momento coincidió con el primer premio y una mención que obtuvieron respectivamente Juan Martini y Carlos Schork en un concurso de cuentos que organizaba Amigos del Arte con el auspicio del Fondo Nacional de las Artes en cuya ceremonia de entrega conocen a Nicolás Rosa, un personaje aún sin inserción académica, pero muy vinculado al medio cultural de la ciudad. La incorporación de Rosa cambia sustancialmente el perfil de la publicación. Setecientosmonos deja de ser una revista de jóvenes interesados en divulgar sus relatos para aventurar posiciones intelectuales y acercamientos críticos a la literatura. En esta línea, "Una crítica nueva" es el apartado más representativo del giro que la revista comienza a dar con la inclusión de Rosa.